# Комп'єнга
Комп'єнга (фр. Kompienga) — одна з 45 провінцій Буркіна-Фасо. Знаходиться в Східному регіоні, адміністративний центр провінції — місто Пама. Площа Комп'єнги — 7 029 км².
Населення станом на 2006 рік — 75 662 осіб.

## Адміністративний поділ
Комп'єнга підрозділяється на 3 департаменти.